# José Cruz Camargo
José Cruz Camargo Zurita (Ciudad de México, 2 de noviembre de 1955) es un músico, compositor y poeta mexicano, fundador del grupo de blues Real de Catorce.

## Biografía
Nacido en México, D. F.
A los 10 años era un estudioso de los poetas españoles del “siglo de oro”, a esa edad descubrió la sonoridad de la guitarra, sólo faltaba unir su lírica a las melodías para componer canciones[cita requerida]. Inició como solista tocando en las peñas, ya que su intención de hacer blues en español en ese tiempo no era comprendida[cita requerida]. También desde muy joven se especializó en la ejecución de la armónica. Su primera composición, un blues en tonos menores, se llamó Mesticia[cita requerida].
Antes de los años ochenta, viajó a Austin, en donde acompañó al bluesista Mr. “O”, tocando la armónica. Esa experiencia marcó su camino y reforzó su convicción de hacer blues[cita requerida]. 
Al iniciar la década de los ochenta, el Foro Tlalpan de la Ciudad de México se convirtió en todo un semillero de la producción musical independiente. Ahí coincidieron, entre muchos otros, Jaime López, Jorge "Cox" Gaitán, Emilia Almazán, Roberto González, Eblen Macari, Jorge el “Coco Bueno” y caricaturistas como Ahumada y El Fisgón. Posteriormente, formó parte de Banco del Ruido (con Carlos Tovar y Armando Montiel) y llevó la dirección musical del grupo que acompañaba a Betsy Pecanins. Integró grupos como Arrieros somos con Jaime López y Jorge Luis "Cox" Gaytán y Banco del ruido con Carlos Tovar y Armando Montiel para luego formar hacia 1985 Real de Catorce, agrupación que ha mantenido desde esos años, en la que es compositor.  
También es maestro de armónica, manteniendo un taller que fomenta la creatividad de nuevos valores en el género. Ha impartido diversos talleres de poesía.
En 2012 su música es declarada patrimonio artístico en la Fonoteca Nacional

## Discografía

### Como solista
- Lección de Vida - 2009

### ConReal de Catorce
- Real de Catorce - 1987
- Tiempos Obscuros - 1988
- Mis amigos muertos - 1989
- Voces interiores - 1992
- Contraley - 1994
- Azul (En vivo) - 1997 Concierto grabado en el ahora extinto Rockotitlán.
- Al rojo (En vivo) - 1997 Segunda parte del concierto.
- Cicatrices - 1998
- Nueve - 2000)
- Voy a morir - 2002
- Una Razón para Vivir - 2012
- Nación Blues - 2016
- XXXVII Aniversario en vivo - 2020 (digital)

### Con Lucy Blues
- Somos hijos del Diablo - 2017

## Obra poética
- De los textos del alcohol. Editorial Señales, 2004.
- Yo creador me confieso. 2015

## Videografía
- De Cierto Azul -DVD- (En vivo con Real de Catorce) - 2003.Babea
- José Cruz a diez metros del infierno (Documental sobre su vida y obra) - 2010.